# Santa Teresa al Corso d'Italia (titre cardinalice)
Le titre cardinalice de Santa Teresa al Corso d'Italia  est érigé par le pape Jean XXIII le 5 mai 1962 dans la constitution apostolique Inter frequentissima. Il est rattaché à la basilique Santa Teresa d'Avila qui se trouve dans le quartier Pinciano au nord de Rome.

## Titulaires
- Giovanni Panico (1962)
- Joseph-Marie-Eugène Martin (1965-1976)
- László Lékai (1976-1986)
- László Paskai, o.f.m. (1988-2015)
- Maurice Piat, C.S.Sp (depuis 2016)